# Tania Cerdá
Tania Cerdá Meseguer (Badalona, 30 de septiembre de 1977) es una deportista española que compitió en natación adaptada. Ganó dos medallas de bronce en los Juegos Paralímpicos de Verano en los años 1992 y 1996.

## Palmarés internacional
| Juegos Paralímpicos | Juegos Paralímpicos      | Juegos Paralímpicos | Juegos Paralímpicos     |
| Año                 | Lugar                    | Medalla             | Prueba                  |
| ------------------- | ------------------------ | ------------------- | ----------------------- |
| 1992                | Barcelona (España)       | Medalla de bronce   | 4 × 100 m estilos S7-10 |
| 1996                | Atlanta (Estados Unidos) | Medalla de bronce   | 4 × 100 m estilos S7-10 |